# Klimlelie
De klimlelie (Gloriosa superba) of prachtlelie is een klimplant uit de herfsttijloosfamilie (Colchicaceae). 
Het is een plant met tot 6 m lange kruidachtige stengels die ontstaan vanuit een knolvormige wortelstok. De wortelstok bevat colchicine. De bladeren zijn merendeels afwisselend geplaatst, deels echter tegenoverstaand of in kransen van drie stuks. De bladeren zijn zittend, 8-25 × 1-4,5 cm groot, smal-eirond tot bijna grasachtig, lang toegespitst en bezitten fijne, evenwijdige nerven.
De bloemen zijn alleenstaand op lange, aan het uiteinde geknikte stelen. De zes kroonbladeren zijn 5-9 × 1-3 cm groot, aan de randen vaak gegolfd en omhoog teruggeslagen. Meestal zijn ze geel aan de basis en rood aan de top, soms eenkleurig en tijdens de bloei donkerder wordend. De meeldraden staan zijwaarts uitgespreid en zijn 2,5-5 cm lang. Het vruchtbeginsel is groen en duidelijk driedelig. De vruchten zijn langwerpig, leerachtig-taai, 4-10 cm lang en 1,5-3,5 cm dik. De vruchten klappen bij rijpheid driekleppig open, waarbij felrode zaden tevoorschijn komen.

## Tropisch
De klimlelie groeit van nature in gebieden met een uitgesproken droog seizoen. De bovengrondse delen sterven tijdens de droogte af. Oorspronkelijk kwam zij met name in heel het Afrikaanse en heel het Aziatische deel van de tropen voor. Door toedoen van de Europeanen inmiddels echter ook in het Amerikaanse deel en dus in de hele tropengordel.

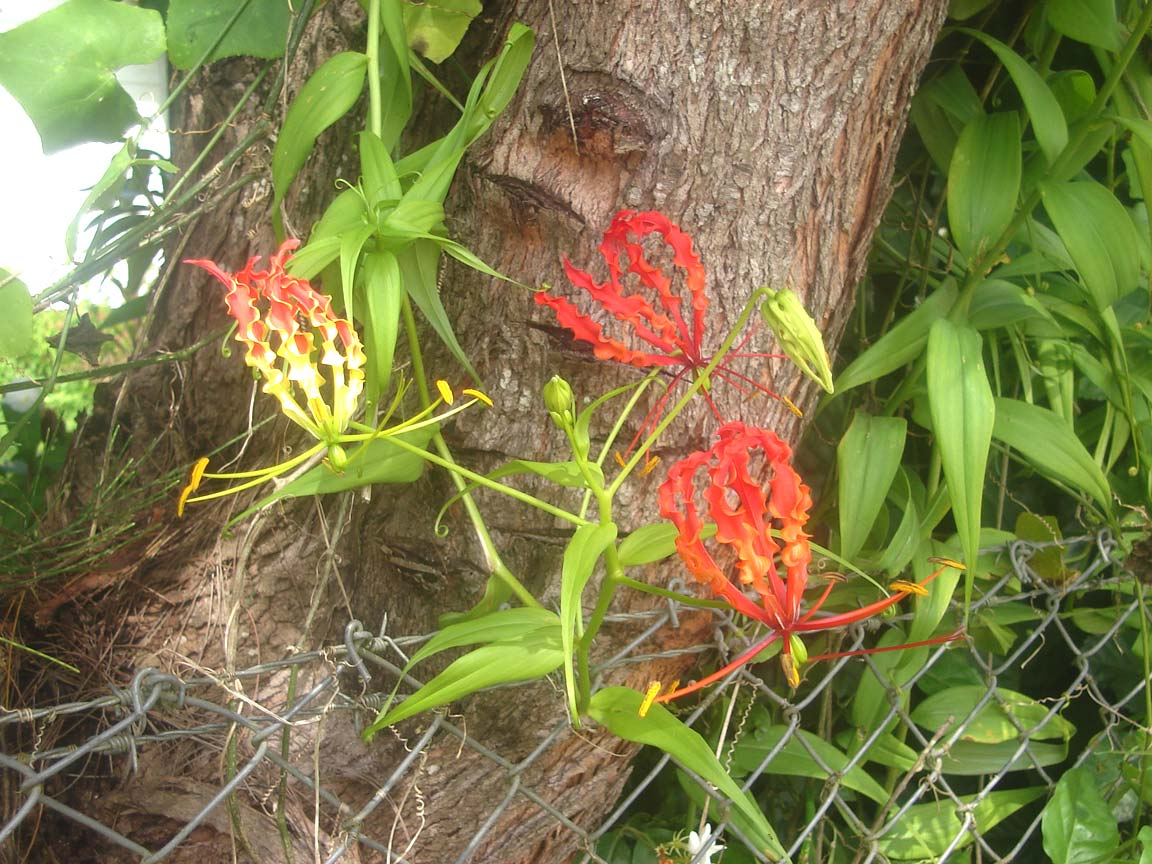
Klimlelie